# Nisída Ro
Nisída Ro är en ö i Grekland.   Den ligger i prefekturen Nomós Dodekanísou och regionen Sydegeiska öarna, i den östra delen av landet, 600 km öster om huvudstaden Aten. Arean är 1,8 kvadratkilometer.
Terrängen på Nisída Ro är platt. Öns högsta punkt är 67 meter över havet. Den sträcker sig 1,2 kilometer i nord-sydlig riktning, och 2,8 kilometer i öst-västlig riktning.